# Челонец (Солигорский район)
Челонец (бел. Чаланец) — деревня в Солигорском районе Минской области Белоруссии. Находится в Хоростовском Сельсовете. Численность населения — 509 человек (на 1 января 2009 года).
Деревня была разрушена в феврале-марте 1943 году во время Великой отечественной войны: разрушено 137 из 140 домов, 320 человек убиты.

## Братская могила
В Челонце находится братская могила жертв фашизма, где захоронены 50 мирных жителей деревни.
Могила представляет собой гранитную плиту на постаменте.